# Squillace
Esquilache (en italiano, Squillace; en grecocalabrés, Skylàkion) es un municipio italiano de 3 522 habitantes en la provincia de Catanzaro, en Calabria. Se trata de la antigua Escilacio, una ciudad de la Magna Grecia en la que surgió la colonia romana de Scolacium, hogar de Casiodoro, quien fundó allí el monasterio de Vivarium.
Esquilache es la sede de una de las diócesis más antiguas del sur de Italia, fue un importante centro greco-bizantino durante la Alta Edad Media, el último de Calabria en ser conquistado por los normandos. El golfo de Esquilache, conocido desde la época de la Magna Grecia, debe su nombre a la ciudad.
Su gentilicio italiano correspondiente es squillacese (en singular) y squillacesi (en plural). No posee ningún gentilicio asentado en español.

## Toponimia
Esquilache es la castellanización del topónimo italiano Squillace, este deriva del latín Scylaceum o Scylacium, este del griego antiguo «Σκυλλήτιον» Skyllḗtion, este del griego medieval «Σκυλάκιον» Skylákion, y este quizá relacionado con «Σκύλλα» Skýlla ‘Escila’.
Este topónimo no fue castellanizado hasta 1755 cuando el título nobiliario homónimo fue concedido a Leopoldo de Gregorio y Masnata —diplomático y político italiano al servicio del rey Carlos III de España—, quien desde entonces sería más conocido como «marqués de Esquilache» en español, y «marchese di Squillace» en italiano.

## Historia
Sus orígenes se pierden con el largo paso del tiempo, mientras que la leyenda atribuye la fundación de la ciudad a Odiseo. El rey de Ítaca, mientras regresaba de Troya, desembarcó, después de una tormenta, en una zona llana entre los ríos Corace y Alessi, donde nacería Esquilache. Otras fuentes históricas ven a Menesteo como el fundador de la ciudad.
El primer nombre conocido de Esquilache es Escileo (Scylaceum), lugar que se convirtió en un importante centro de comunicaciones y un puerto militar y comercial de gran importancia. Su puerto está perfectamente descrito por Virgilio en la Eneida:

«Hinc sinus Hercules si vera est fama Tarenti cernitur, attolit se diva Lacinia contra Caulonisque arces et navifragum Scylaceum».
«Desde aquí se divisa el golfo de la Tarento, si cierta es la fama de Hércules, enfrente se alza la divina Lacinia, y las fortalezas caulonias y el Escileo que hace naufragios».
(Virgilio, Eneida, III, 551-553)

La ciudad nunca logró ser autónoma, primero dependiente de Crotona, luego conquistada por Dionisio de Siracusa y sometida a Locros. Al final de la segunda guerra púnica, fue conquistada por Roma y, en el lugar de la antigua ciudad griega, posteriormente se organizó como colonia romana. Entre 123 a. C. y 122 a. C. la ciudad griega de Skyllḗtion se convirtió en la romana Minervium o Colonia Minervia. Veleyo Patérculo deletrea el nombre «Scolatium», y también encontramos la forma vecina Scolacium en una inscripción del reinado de Antonino Pío, lo que sugiere que la ciudad habría acogido a nuevos colonos durante el reinado de Nerva. Scolacium no se construyó encima de la estructura griega sino al lado de ella: la nueva ciudad tenía la forma clásica de las ciudades romanas con un cardo y un decumano con el foro, las termas, el anfiteatro, el teatro, los acueductos y los distintos templos. Así, la ciudad perdió su papel como puerto militar y comercial, pero se convirtió en un centro fundamental de comunicación por carretera: un paso único, de fácil acceso, entre la costa jónica y la costa tirrena.
El paso de Espartaco, que con sesenta mil rebeldes saqueó el Brucio, incendiando Scolacium, obligó a éste a sufrir una recuperación posterior que duró aproximadamente un siglo. Con la llegada del cristianismo a Scolacium en el año 71, gracias a la intercesión del obispo de Regio de Calabria, se abrió una diócesis. Con el paso de los años, el Scolacium cristiano se consolidó tanto que se convirtió en la guía de las diócesis de Calabria.

### Sitio de Esquilache
En 1059, el rey normando Roger sitió Esquilache, que los soldados bizantinos tenían como guarnición, después de la caída de Regio, y al mismo tiempo llamó al ejército de Blasio de Alagón: el intento de asalto fracasó, confirmando la ciudad está bien defendida.
Así, al darse cuenta de que eran superiores en número a las tropas de la guarnición, salieron y se alejaron imprudentemente para cazar a los enemigos. Roger de Lauria, que en vano se comprometió a luchar por la tierra desde el mar, desembarcó a los soldados y ocupó aquel lugar, entre los ciudadanos que abandonaban la guarnición de la ciudad, y Blasio, que habiendo recibido refuerzos de Roger reanudó la batalla, encontrando las propias Terrazzani cerró en vicio: fue una carnicería. No hubo casa en Esquilache donde no hubiera una muerte ese día: muy pocos soldados de la guarnición se salvaron. Esquilache quedó tan asustada a su regreso que Pietro Ruffo, señor de antigua nobleza de sangre ilustre, pensando en vivir en paz no había previsto la posibilidad de un largo asedio. Incluso las Terrazzani que lo amaban, lo consolaron prometiéndole que todos querían morir bajo su bandera, pero el buen Dios quería asegurarse, por lo que envió emisarios a Regio para hacer un trato con el rey Fadrique de Aragón, y así se prometió que si en cuarenta días, el ejército del rey Carlos II de Anjou no venía a ayudar, se habrían rendido.

### Esquilache: el condado, el principado y el marquesado

#### Época condal
Esquilache sería tomada por los normandos en 1060 e integrada en el ducado de Calabria. En 1130, el ducado de Calabria quedó integrado en el Reino de Sicilia. A mediados del siglo XII, se encuentra a la cabeza del condado de Esquilache a un tal Everardo, que participó en 1156 en una revuelta organizada por barones rebeldes contra el rey Guillermo I de Sicilia, y fue encarcelado por este último tras el control de la rebelión. En 1177, el condado de Esquilache estaba gobernado por el conde Alfonso que participó en Palermo en el matrimonio del rey Guillermo II de Sicilia con la princesa Juana de Inglaterra. Durante el reinado del rey Carlos I de Sicilia, el conde Tommaso di Marzano fue también gran almirante del Reino de Sicilia.

#### Época del principado
En 1485 Esquilache pasó a ser principado, del que era rey Federico I de Nápoles. Entonces, Esquilache, tras el matrimonio de Sancha de Aragón —hija del rey Alfonso II— y Jofré de Borja —hijo del papa Alejandro VI—, pasó a manos de la casa de Borja. Jofré obtuvo así tanto el principado de Esquilache en 1494 como el ducado de Alvito en 1497 como dote de su esposa. Perdió a Alvito tras la muerte de Sancha en 1506, pero logró conservar Esquilache. Posteriormente se casaría con María de Milá y su hijo Francisco de Borja heredó el principado. El pueblo esperaba que con la llegada de los Borja pudiera volver a brillar con luz propia; este no fue el caso, y en 1630 un terremoto sacudió Esquilache y las ciudades cercanas, en 1648 una incursión sarracena aceleró su crisis y decadencia demográfica.
Tras los acontecimientos de la primera mitad del siglo XVII, tres Borja más gobernaron Esquilache después de Francisco: Juan, Pedro y, finalmente, Ana, tras cuya muerte el principado pasó a Francisco de Borja y Aragón y de allí a su hermano Fernando de Borja y Aragón. 

#### Época del marquesado
Bajo la casa de Borbón, Esquilache fue degradado a marquesado y concedido en 1755 al marqués Leopoldo de Gregorio, un noble de Mesina que sería el último señor feudal de Esquilache. Con la llegada de plagas y nuevos terremotos, el declive fue inevitable; sin embargo, está documentada la presencia de canteras de molibdeno en este período. En 1783, bajo el impulso de un nuevo gran terremoto, Esquilache vio derrumbarse su castillo y sus murallas: así se derrumbó miserablemente toda la estructura feudal de un Viejo Mundo en peligro de extinción.

### Resurgimiento de Esquilache
Con la llegada de Napoleón, Esquilache se convirtió en el centro de gestión de las ciudades vecinas de Stalettì, Borgia, Girifalco, Amaroni y Sant'Elia. Tras la caída del Imperio francés, el sur de Italia regresó, gracias al Congreso de Viena, a la jurisdicción borbónica. Esquilache perdió todos los derechos sobre las ciudades vecinas, salvo la ciudad de Amaroni. Los levantamientos entre 1820 y 1821, que conmocionaron a Europa, encontraron numerosos partidarios en varias ciudades de la Calabria jónica, incluida Esquilache, donde las ideas del resurgimiento encontraron su máxima expresión en tres personajes que contribuyeron a la unificación italiana: el general Guglielmo Pepe, su hermano el general Florestano Pepe, y Damiano Assanti.

## Geografía
La ciudad histórica de Esquilache se levantaba sobre tres colinas a unos 345 m s. n. m. A su vez, dos arroyos, el Alessi y el Ghetterello, bajaban por las laderas hacia el mar. La ciudadela que domina el golfo ocupa una posición estratégica; a su alrededor crecieron los barrios de Marina di Squillace (también llamado Squillace Lido o Squillace Scalo) y Fiasco Baldaia.

### Fracciones
Fiasco Baldaia, Scalo (Squillace Lido), Piscopio, Colazzocca, Madonna del Ponte, Impise, Gebbiola, Poveromo, Mandrelle, Tri Cerzi, Porte, Perroncino, Fontana nuova, Fontana vecchia, Cappuccini, Ghetterello, Santa Chiara, San Domenico, Porta Giudaica y Rione Castello.

### Municipios limítrofes
Amaroni, Borgia, Catanzaro, Girifalco, Montauro, Palermiti, Stalettì y Vallefiorita.

## Símbolo
En el centro del escudo está representada la cabeza de perfil con el casco alado del dios Mercurio, coronada por el topónimo griego de la ciudad, Σκυλλήτιον, y acompañada abajo por un cuatrirreme sobre el mar y por tres cuellos móviles desde la punta. El confalón es una tela azul.

## Monumentos y lugares de interés

### Esquilache histórica

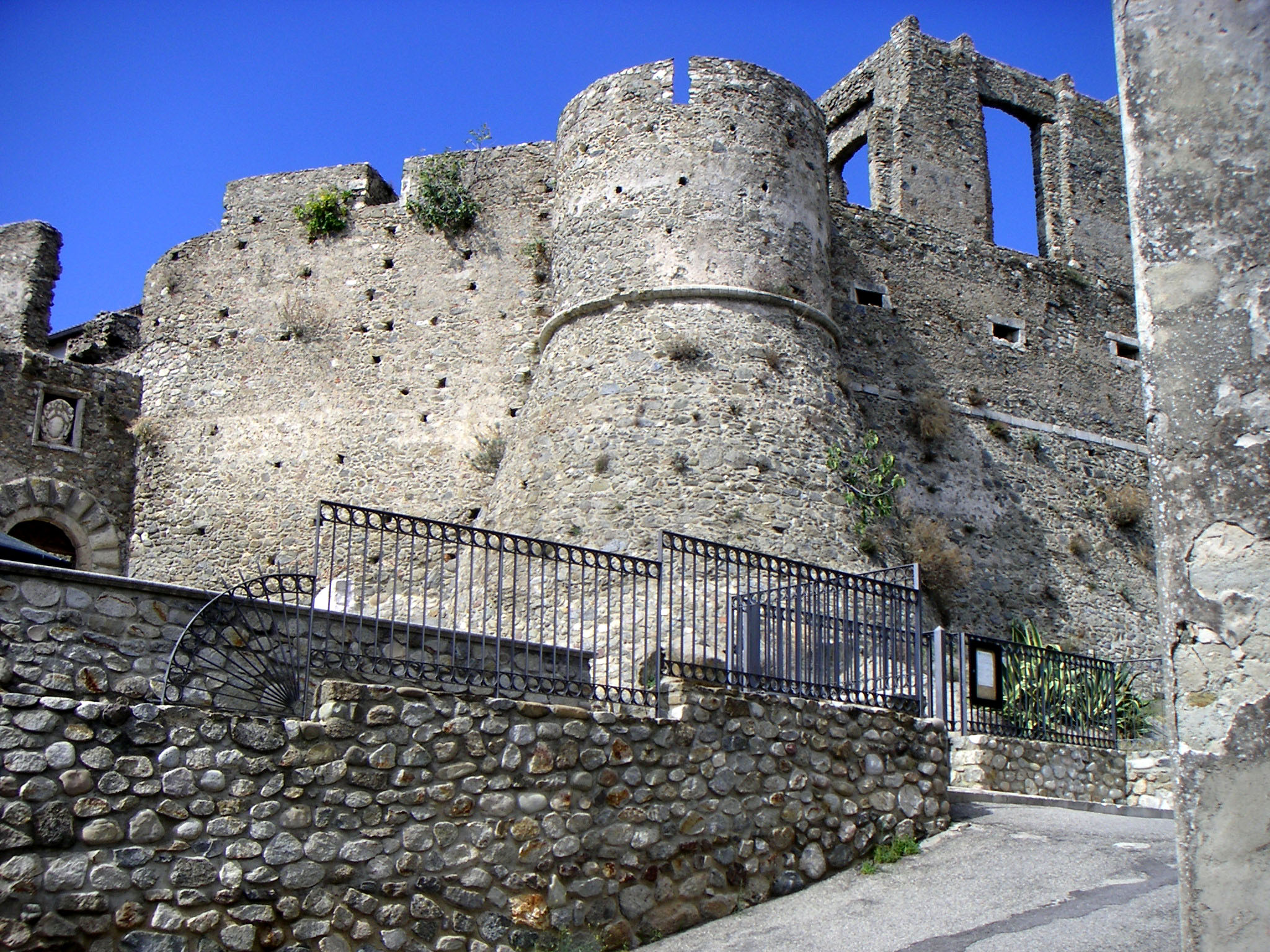
Castillo normando de Esquilache.

La Esquilache histórica se divide en barrios más pequeños, entre los que destaca el centro histórico, y Squillace Nuova, un barrio de reciente construcción que se expande desde la avenida Fuori le Porte hasta Contrada Micciulla. Además de los barrios, existen otros más pequeños y de aspecto rural. En el centro histórico también hay numerosos monumentos e iglesias, entre ellos la catedral, el castillo normando, el Ayuntamiento y el centro folclórico.
Un extenso trabajo de restauración ha devuelto al castillo la grandeza perdida hace mucho tiempo, haciendo de la plaza del Castillo un lugar importante para los turistas que finalmente pueden disfrutar de la maravillosa vista.

### Squillace Lido
Durante los últimos treinta años, se ha desarrollado un balneario en rápida expansión a lo largo de las playas de la antigua ciudad. Anteriormente conocida con el nombre de Squillace Scalo, debido a la «escala» de la estación de Esquilache, ahora se la reconoce comúnmente como Squillace Lido o Marina di Squillace.
Durante los años 1940 y 1950, muchos habitantes de Esquilache construyeron cabañas de madera y paja cerca de la playa, conocidas en el dialecto local como «pagghjari». Un primer pequeño núcleo de habitantes residía alrededor del naciente ferrocarril desde 1860. El escritor británico George Gissing en su libro By the Ionian Sea de 1901, relató su viaje a Calabria en 1897, describió la acogida que recibió en la Marina di Squillace.
Hacia los años setenta se creó un agradable paseo marítimo y se trazó un plan de construcción. La construcción de la primera iglesia de san Nicolás de Bari —demolida en 2023 para dejar espacio a la construcción de la nueva iglesia— también se estableció el deseo de crear un núcleo estable y residente.

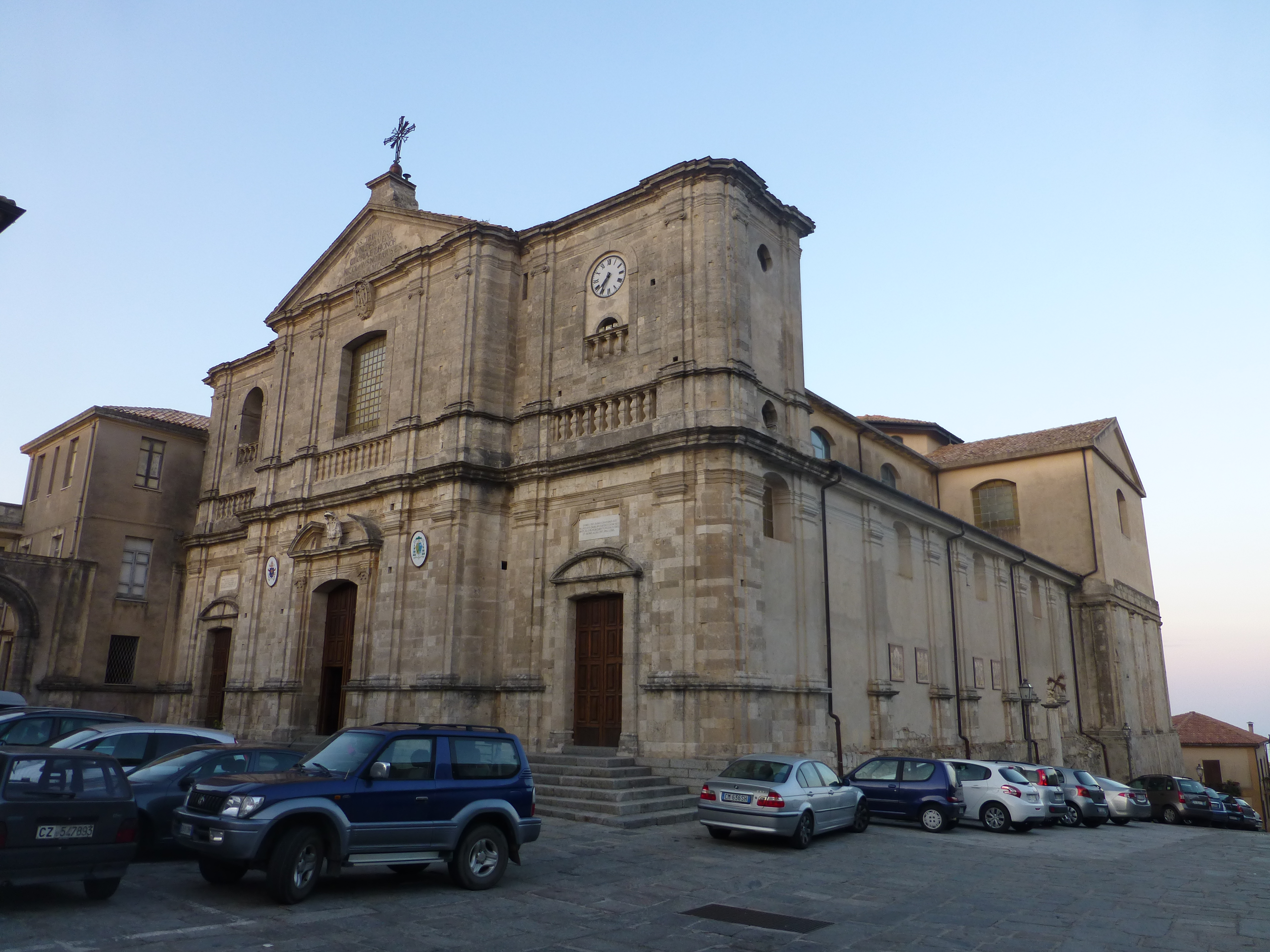
Concatedral de Santa María Asunta

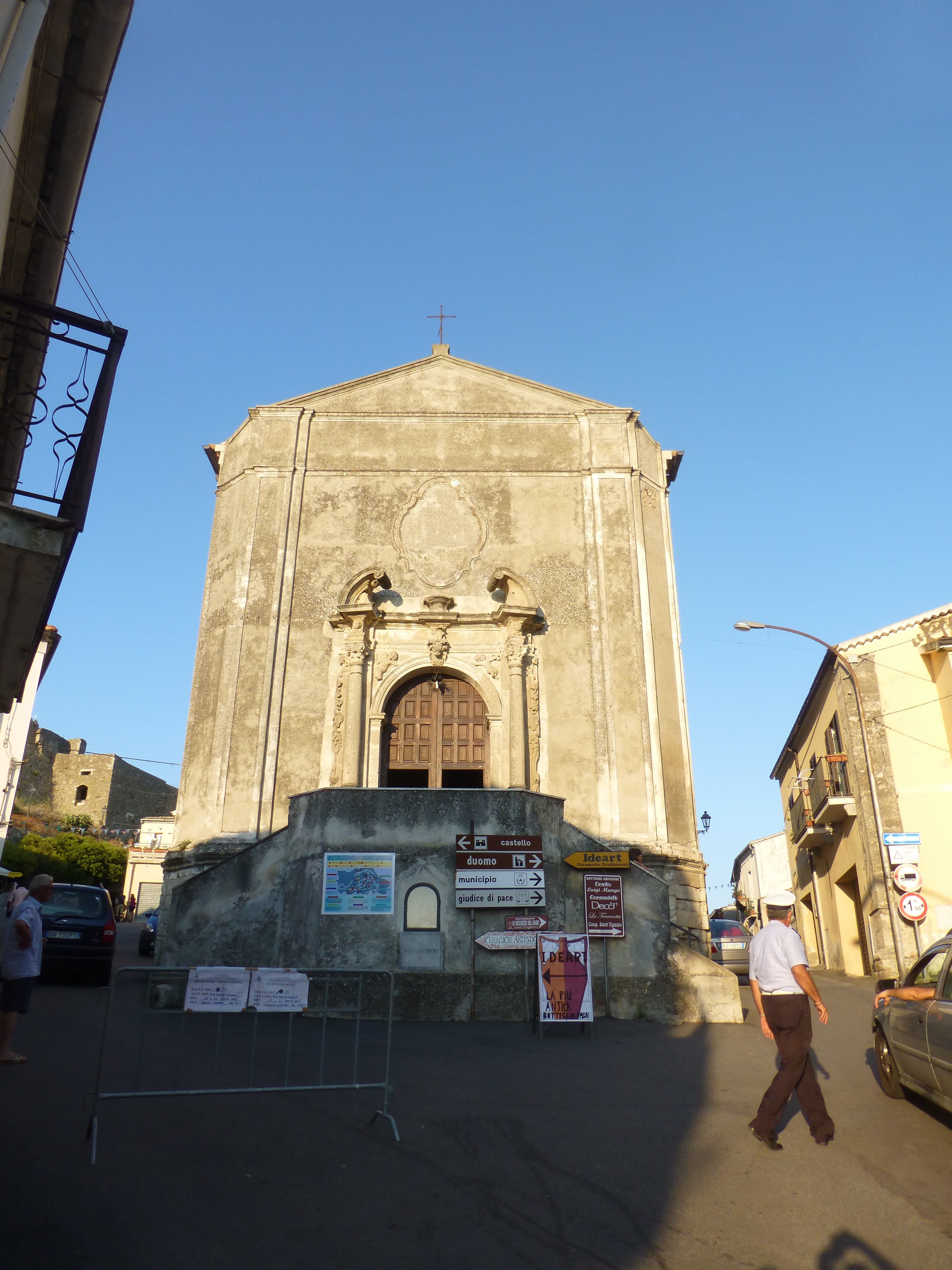
Iglesia de San Pedro Apóstol

Hoy en día, los ciudadanos de Esquilache se dividen por igual entre los que viven en el centro histórico y los que viven en las aldeas.

### Museo Diocesano
El Museo Diocesano, con sede en el palacio Episcopal del siglo XVIII, fue fundado en 1984 por el arzobispo monseñor Antonio Cantisani, con la contribución decisiva de la Administración provincial de Catanzaro.
El museo alberga gran parte del tesoro que perteneció a la catedral normanda de Esquilache, destruida por el terremoto de 1783, y las obras de arte que con el tiempo llegaron de toda la diócesis. Actualmente la colección del museo se distribuye en cinco salas y recoge obras pertenecientes al tesoro de la catedral que datan de los siglos XIV y XIX.
Entre los objetos interesantes del museo se encuentran una cruz de altar de factura napolitana, tal vez donada a la catedral por un obispo y un cáliz de plata dorada con piedras preciosas de artistas napolitanos del siglo XVIII.
El museo aún conserva hallazgos y fragmentos de piedra como: un busto de la época romana encontrado en las excavaciones de Scolacium, dos estatuas de mármol que representan la Anunciación y que datan de entre los años 1500 y 1600 y que muchos expertos e historiadores del arte atribuyen a Francesco Laurana o a Domenico Gagini, diversas inscripciones, fragmentos de mármol de la antigua catedral normanda, numerosas vestimentas de seda de fabricación local, custodias, píxides, mitras y báculos pertenecientes a los distintos obispos que se sucedieron en la antigua diócesis de Esquilache.

### Arquidiócesis de Catanzaro-Squillace
La arquidiócesis de Catanzaro-Squillace (en latín, archidioecesis Catacensis-Squillacensis; en italiano, arcidiocesi di Catanzaro-Squillace) es una sede metropolitana de la Iglesia católica perteneciente a la región eclesiástica calabresa. La arquidiócesis incluye parte de la provincia de Catanzaro. Fue establecida en 1975 por el sacerdote Domenico Cirillo, arzobispo diocesano delegado y rector del seminario squillacese.
La sede episcopal es Catanzaro, donde se encuentra la catedral de santa María Asunta y la iglesias de san Pedro y san Pablo de Tarso. En Esquilache se encuentra la concatedral de santa María Asunta. El territorio está dividido en ciento veintidós parroquias.
La arquidiócesis se encuentra entre las más antiguas de Calabria y del sur de Italia, hasta el punto de que algunas fuentes remontan su fundación a la época apostólica. Sin embargo, ha estado históricamente presente en la vida de la Iglesia desde 465, cuando su obispo Gaudencio firmó, en la basílica de Santa María la Mayor de Roma, las actas del sínodo convocado por el papa Hilario.
En 551, el obispo Zaqueo, participó en el concilio del papa Vigilio, contra Teodoro Ascida, obispo de Cesarea de Capadocia y otros obispos; el 14 de agosto firmó también los decretos de excomunión, sin importarle la ira del emperador bizantino Justiniano I de quien dependía políticamente. En 553, el mismo Zaqueo firmó, el 14 de mayo, en Constantinopla, la cisma de los Tres Capítulos del papa Vigilio, poniendo también la firma del obispo de Silva Candida, Valentín, cuyas manos habían sido amputadas por los godos.
En 592, Giovanni Lissitano fue elegido obispo de Esquilache por el papa Gregorio Magno. En 649 el obispo de Esquilache Agostino participó en el Concilio de Letrán, bajo el papa Martín I, y en 680 Paolo estuvo presente en el sínodo romano del papa Agatón.
A partir del siglo VIII, durante más de trescientos años, una zona de sombra envolvió la iglesia de Esquilache, como todas las demás de la región de Calabria, separada de Roma por orden del emperador León III, quien después habiendo desatado la lucha iconoclasta en todo el imperio, decretó la confiscación del rico patrimonio de san Pedro en Calabria y la sumisión de todas las iglesias individuales al patriarcado de Constantinopla.

### Palacios e iglesias
- Castillo normando
- Concatedral de Santa María Asunta
- Palacio Episcopal
- Puente del Diablo
- Iglesia de San Pedro Apóstol
- Iglesia de San Nicola delle Donne o dell'Immacolata (desconsagrada)
- Iglesia de San Mateo o de Todos los Santos
- Iglesia de San Jorge
- Santuario de Nuestra Señora del Puente
- Pequeña Iglesia de Nuestra Señora de la Cadena (desconsagrada)
- Pequeña Iglesia Gótica de Santa María de la Piedad (desconsagrada)
- Monasterio de Santa Clara (destruido en un terremoto)
- Palacio Pepe (ahora sede del Ayuntamiento)
- Segundo palacio Pepe (con fresco en el pórtico, con el escudo de la familia Pepe)
- Palacio Palmisani
- Palacio Baldaia
- Palacio Maida-Chillà
- Portales a lo largo del curso Guglielmo Pepe
- Iglesia de San Nicolás Obispo en Squillace Lido
- Siete conventos

### Plazas y calles principales
- Plaza del Castillo
- Plaza Resurgimiento
- Plaza Catedral
- Curso Guglielmo Pepe
- Calle Damiano Assanti
- Avenida Casiodoro
- Calle Fuori le Porte
- Calle Florestano Pepe
- Calle Antiguo Senado
- Calle Roma
- Calle de Santa Clara
- Calle de los Santos Apóstoles
- Calle de los Normandos
- Calle de los Feacios
- Calle de los Fenicios
- Plaza de San Nicolás
- Paseo marítimo Ulises
- Paseo marítimo Odiseo
- Calle Laertes

## Sociedad
| Gráfica de evolución demográfica de Squillace entre 1861 y 2001 |
|                                                                 |
| fuente ISTAT - elaboración gráfica a cargo de Wikipedia         |

## Economía
Esquilache cuenta con un reconocimiento especial del Ministerio de Desarrollo Económico italiano que permite a los ceramistas de Esquilache aplicar la marca «denominazione di origine controllata» (DOC) a sus cerámicas, una característica que la hace única en la región de Calabria.

### Artesanías
Entre las actividades más tradicionales y reconocidas se encuentran las artesanales, que destacan por la elaboración de terracotas, caracterizadas por técnicas bizantinas y elementos religiosos o faunísticos.

## Squillacesiilustres
- Casiodoro, senador y escritor latino;[17]
- Florestano Pepe, general y patriota, hermano de Guglielmo;
- Guglielmo Pepe, general, patriota y padre de la Revolución italiana;[18]

## Hermanamiento
- Ítaca, Grecia (desde 2007)